# Prudencia Ayala
Prudencia Ayala (Sonzacate, El Salvador, 28 d'abril de 1885 – San Salvador, El Salvador, 11 de juliol de 1936) fou una modista, escriptora i activista social salvadorenca que va lluitar pel reconeixement dels drets de la dona al seu país. Va ser un referent de la història hispanoamericana perquè va esdevenir la primera dona aspirant a la presidència al seu país.
La seva postura i determinació li van permetre iniciar el reconeixement de la dona en una societat en què només l'home gaudia de privilegis en honors, rols i funcions clau dins de l'àmbit polític i econòmic, promovent la capacitat de la dona i la seva importància dins de la societat.

## Família
Ayala provenia d'una família pobra d'origen indígena: els seus pares van ser Aurelia Ayala i Vicente Chief. Quan tenia deu anys, es va traslladar a la ciutat de Santa Ana, on va començar els seus estudis primaris al col·legi de la professora María Luisa de Cristofine. Mai no va poder concloure els estudis per la manca de recursos econòmics a la seva família, per la qual cosa va desenvolupar una formació autodidacta.
Va aprendre l'ofici de modista i el va exercir paral·lelament a les seves futures activitats. Assegurava que tenia la capacitat de predir el futur mitjançant revelacions de "veus misterioses", cosa que li va donar rellevància entre els seus afins, permetent-li guanyar fama i reconeixement, encara que hi hagués una improbable veritat en les seves prediccions. Aquesta afirmació va provocar, a més, crítiques i burles per part de certs grups socials.
Les seves prediccions van ser publicades als periòdics de Santa Ana, on la van començar a anomenar «la Sibil·la de Santa Ana». El 1914 va pronosticar la caiguda del kàiser d'Alemanya, Guillem II de Prússia, i l'entrada dels Estats Units d'Amèrica a la Primera Guerra Mundial. D'ençà aquell moment el seu nom va adquirir relleu pels seus plantejaments feministes i l'esotèric de la seva figura.

## Participació social
A partir de 1913 va començar a publicar articles d'opinió en el Diario de Occidente, periòdic que circulava a la regió occidental d'El Salvador, on es va manifestar partidària de l'antiimperialisme, el feminisme i l'unionisme centreamericà, a més d'expressar el seu rebuig a la invasió nord-americana de Nicaragua. També va publicar poemes en diversos periòdics del país.
En 1919 va ser empresonada per criticar en una de les seves columnes l'alcalde de Atiquizaya i després, a Guatemala, va ser empresonada uns quants mesos sota l'acusació de col·laborar amb la planificació d'un cop d'estat. En 1921 va publicar el llibre Escible. Aventures d'un viatge a Guatemala, on narrava el seu viatge a aquest país en els últims mesos del govern dictatorial de Manuel Estrada Cabrera. A més va publicar els llibres Inmortal, amores de loca (1925) i Payaso literario (1928). A la fi de la dècada dels anys 1920, va fundar i va dirigir el periòdic Redención femenina, on va expressar la seva postura en defensa dels drets ciutadans de les dones.

## Participació política
El 1930, va intentar postular-se com a candidata a la presidència de la república d'El Salvador, encara que la legislació del país no reconeixia el dret al sufragi femení. La seva plataforma de govern incloïa el suport als sindicats, l'honradesa i la transparència en l'administració pública, la limitació de la distribució i consum d'aiguardent, el respecte per la llibertat de cultes i el reconeixement dels "fills il·legítims" (fills fora del matrimoni). Es va iniciar un debat públic d'arguments jurídics i polítics a favor i en contra de la seva pretensió. Un dels defensors de la seva candidatura va ser el filòsof, mestre, escriptor i diputat Alberto Masferrer, que va escriure en el periòdic Pàtria:
| « | Prudencia Ayala defensa una causa justa i noble, que és el dret de la dona de ser electora i d'ocupar alts càrrecs. El seu programa de govern no és inferior en claredat, sentit pràctic i senzillesa al dels altres candidats que es prenen més seriosament. | » |

Finalment, la seva sol·licitud per a ser candidata va ser rebutjada per la Cort Suprema de Justícia, però el debat que va seguir al seu intent de postulació va impulsar el moviment feminista que va permetre que el dret al sufragi femení es reconegués el 1939, i que a la Constitució de 1950, sota l'aprovació del president Óscar Osorio, es donés reconeixement legal als drets de la dona a El Salvador.

## Defunció i homenatges pòstums

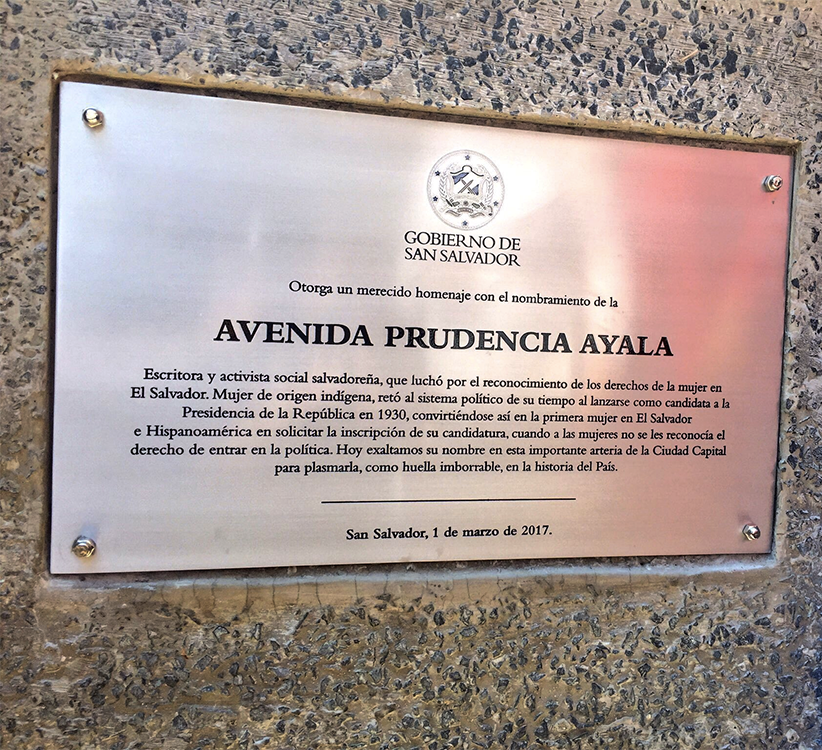
Placa en honor de Prudencia Ayala, a San Salvador. Ayala es va convertir en la primera dona a declarar-se candidata per a la presidència d'un país de l'Amèrica Llatina.

Prudencia Ayala va morir l'11 de juliol de 1936, allunyada de la palestra política, però a prop del treball de masses i dels moviments socials. No es té constància de la seva participació en l'aixecament camperol de 1932, però es creu que va col·laborar amb els manifestants. Al centre de San Salvador, a prop de la Catedral Metropolitana, una plaça de petita grandària porta el nom d'Ayala. En el lloc hi ha una placa que hi diu:
| « | Prudencia Ayala, salvadorenca de sang indígena, precursora de la lluita pels drets humans de la dona. | » |

Hi ha diverses organitzacions que fan honor del seu nom, entre les quals destaca la Concertació Feminista Prudencia Ayala.
El març de 2009, amb motiu del dia de la dona i en homenatge a Prudencia Ayala, es va representar l'obra de teatre Prudencia en tiempos de brujería.